# Деш-Пойнт (Вашингтон)
Деш-Пойнт (англ. Dash Point) — переписна місцевість (CDP) в США, в окрузі Пірс штату Вашингтон. Населення — 963 особи (2020).

## Географія
Деш-Пойнт розташований за координатами 47°18′46″ пн. ш. 122°24′50″ зх. д. / 47.31278° пн. ш. 122.41389° зх. д. (47.312660, -122.413923).  За даними Бюро перепису населення США в 2010 році переписна місцевість мала площу 1,65 км², уся площа — суходіл.

## Демографія
Згідно з переписом 2010 року, у переписній місцевості мешкала 931 особа в 393 домогосподарствах у складі 275 родин. Густота населення становила 564 особи/км².  Було 434 помешкання (263/км²).
Расовий склад населення:
| - 80,1 % — білих - 8,7 % — азіатів - 1,7 % — чорних або афроамериканців - 1,3 % — корінних американців - 0,4 % — вихідців з тихоокеанських островів - 1,1 % — осіб інших рас |

До двох чи більше рас належало 6,7 %. Частка іспаномовних становила 3,5 % від усіх жителів.
За віковим діапазоном населення розподілялося таким чином: 16,4 % — особи молодші 18 років, 67,8 % — особи у віці 18—64 років, 15,8 % — особи у віці 65 років та старші. Медіана віку мешканця становила 50,6 року. На 100 осіб жіночої статі у переписній місцевості припадало 88,5 чоловіків;  на 100 жінок у віці від 18 років та старших — 87,9 чоловіків також старших 18 років.
Середній дохід на одне домашнє господарство  становив 124 109 доларів США (медіана — 102 083), а середній дохід на одну сім'ю — 145 649 доларів (медіана — 110 417). За межею бідності перебувало 6,7 % осіб, у тому числі 22,6 % дітей у віці до 18 років та 5,1 % осіб у віці 65 років та старших.
Цивільне працевлаштоване населення становило 400 осіб. Основні галузі зайнятості: освіта, охорона здоров'я та соціальна допомога — 31,0 %, фінанси, страхування та нерухомість — 12,8 %, науковці, спеціалісти, менеджери — 11,3 %, виробництво — 10,5 %.